# Аюпов, Риф Салихович
Риф Салихович Аюпов (баш. Риф Сәлих улы Әйүпов, 2 сентября 1939 — 28 января 2015) — историк, доктор исторических наук (1995), профессор (1995), действительный член Академии военных наук РФ.

## Биография
Родился в деревне Каратяки Кушнаренковского района Башкирской АССР.
С 1957 по 1959 годы работал учителем в родном районе. В 1967 году заканчивает исторический факультет Башкирского государственного университета (ныне Уфимский университет науки и технологий).
С 1967 по 1969 годы работал в должности заместителя заведующего отделом Башкирского обкома ВЛКСМ.
В период с 1969 года по 1972 год преподавал в Башкирском государственном педагогическим институте, а после — в Башкирском государственном университете (ныне Уфимский университет науки и технологий).
С 1982 по 1984 годы заведовал кафедрой политической истории. С 1984 года он является заведующим кафедрой истории факультета философии и социологии БашГУ (ныне Уфимский университет науки и технологий).
В январе 1996 года создал и возглавлял до сентября 2003 года кафедру историко-правоведческих дисциплин (в настоящее время кафедра теории и истории государства и права) Башкирской Академии государственной службы и управления  при Президенте РБ. Являлся активным лектором Общества «Знание» по проблемам внутренней и внешней политики  Российского государства, истории Башкортостана периода Великой Отечественной войны, развития системы государственного управления в России.

## Награды и звания
- Заслуженный работник культуры Башкирской АССР (1982);
- Доктор исторических наук (1995);
- Указом Президента РФ присуждено звание «Заслуженный работник высшей школы Российской Федерации» (1998)[3];
- Знак Всесоюзного Общества «Знание» — «За активную работу»;
- Медаль имени академика И.И. Артоболевского;
- Почётный работник высшего профессионального образования  РФ (2001).

## Научная деятельность
Основное направление научных исследований — история Башкортостана в годы Великой Отечественной войны. Он является автором более 70 научных работ и 8 монографий.

### Научные труды
- Ратные подвиги трудящихся Башкирии на фронтах Великой Отечественной войны. Уфа, 1985 (соавт.);
- Советы Башкирской АССР в годы Великой Отечественной войны. Уфа, 1989;
- Республика Башкортостан в годы Великой Отечественной войны: новые факты и их осмысление. Уфа, 1993;
- История города Стерлитамака. Уфа, 1994 (соавт. и рук. коллектива);
- История государства и права России, 1917-1993 гг. Уфа:Изд-во ВЭГУ, 1994 (соавт.)